# Козодой Хорсфильда
Козодой Хорсфильда (лат. Caprimulgus macrurus) — вид птиц из семейства настоящих козодоев (Caprimulgidae).

## Распространение
Распространены от южного подножия Гималаев до Северной территории Австралии, включая Бангладеш, Бутан, Бруней, Индию, Индонезию, Камбоджу, Китай, Лаос, Малайзии, Мьянму, Непал, Пакистан, Папуа — Новую Гвинею, Филиппины, Сингапур, Таиланд, Восточный Тимор и Вьетнам. Обитают во влажных тропических, субтропических и горных лесах, а также в мангровых зарослях.

## Классификация
Международный союз орнитологов выделяет 6 подвидов:
- Caprimulgus macrurus albonotatus Tickell, 1833
- Caprimulgus macrurus bimaculatus Peale, 1849
- Caprimulgus macrurus macrurus Horsfield, 1821
- Caprimulgus macrurus salvadorii Sharpe, 1875
- Caprimulgus macrurus johnsoni Deignan, 1955
- Caprimulgus macrurus schlegelii A. B. Meyer, 1874

## Галерея

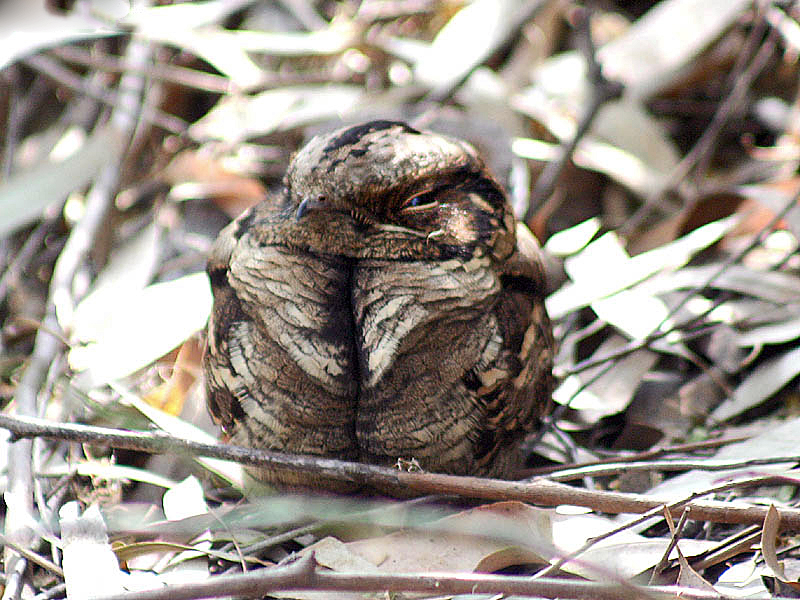
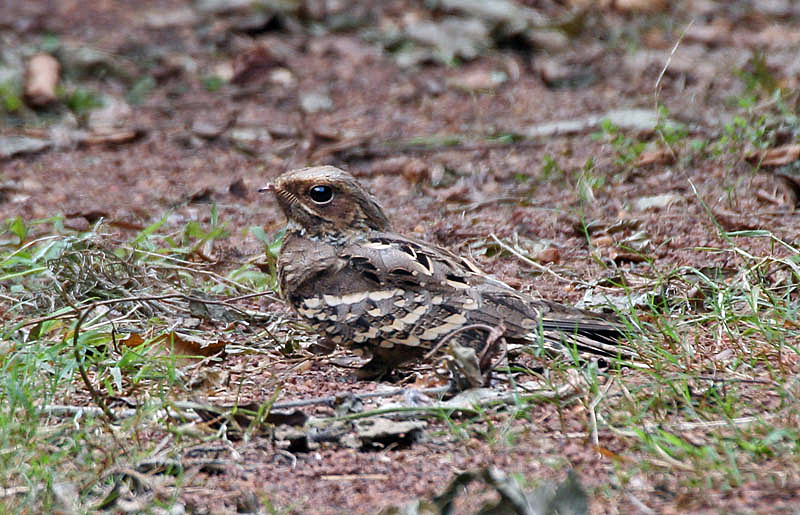
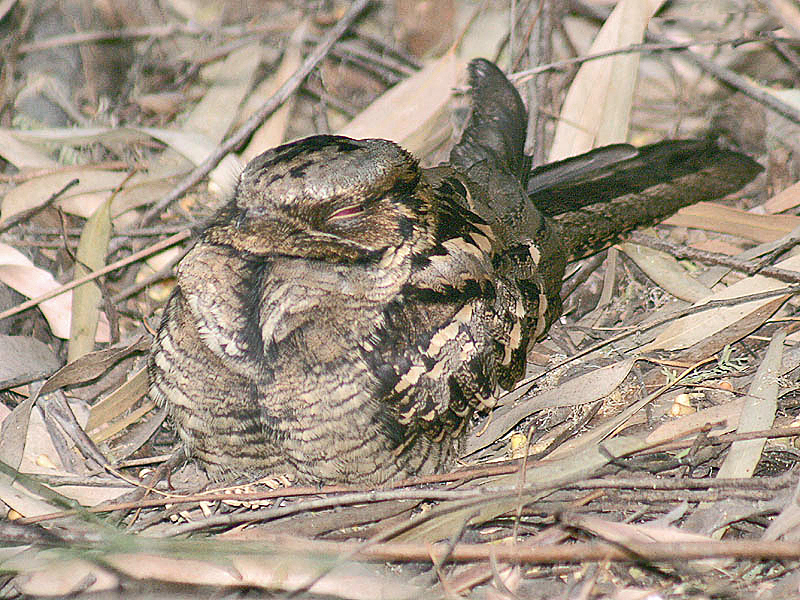
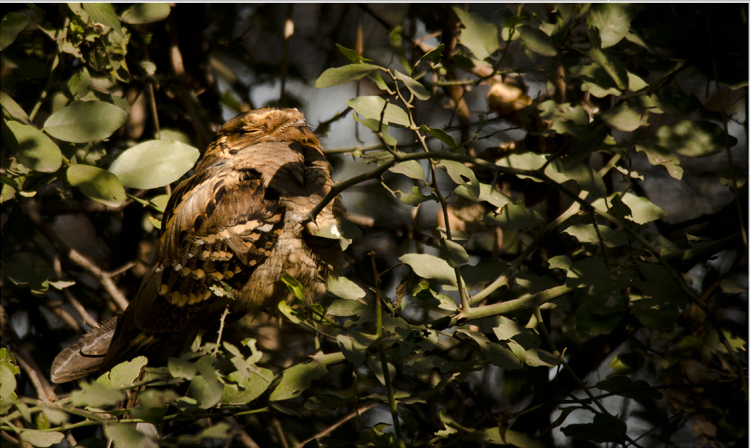